# Pomnik Lotników Polskich w Zabierzowie
Pomnik Lotników Polskich w Zabierzowie – pomnik znajdujący się w województwie małopolskim, w powiecie krakowskim w gminie Zabierzów we wsi Zabierzów u zbiegu ulic Krakowskiej i Stanisława Kmity, został odsłonięty 21 lipca 2008. Poświęcono go lotnikom polskim, walczącym oraz poległym na wszystkich frontach świata.
W kolumnie pomnika została umieszczona urna z ziemią z cmentarzy na których spoczywają piloci zmarli i polegli w Polsce, Anglii, Francji, Belgii, Holandii, Danii, jak również ci zamordowani w Katyniu, Wilnie i Lwowie.
Pomysłodawcą i inicjatorem budowy pomnika było Stowarzyszenie Lotników Polski Południowej im. mjr. pil. Karola Pniaka dowódcy 308 Krakowskiego Dywizjonu Myśliwskiego.
Na pomniku widnieje Orzeł Sił Powietrznych (po lewej), Orzeł Wojsk Lądowych (po prawej) oraz ordery Virtuti Militari. W środku Gapa lotnicza (pikujący orzeł ze złotym wiankiem).